# 池田重喜
池田 重喜（いけだ しげき、1946年5月1日 - ）は、大分県臼杵市出身の元プロ野球選手（投手）。

## 経歴

### プロ入り前
大分県立津久見高等学校の2年生だった1963年に、1学年上の高橋直樹の控え投手として、同期で三塁手の中村国昭と共に第45回全国高等学校野球選手権大会に出場。チームは1回戦で中京商業（現在の中京大中京）に敗れたが、池田が登板する機会はなかった。
高校を卒業後に、中村と揃って地元の日本鉱業佐賀関精錬所へ入所すると、当時社会人野球に参加していた硬式野球部でプレー。1965年の第1回NPBドラフト会議で広島カープから15位で指名されたが、入団を拒否したうえで日本鉱業に残った。
1967年には、都市対抗野球へ初めて出場。電電東北との初戦に先発すると、秋葉敬三との継投でチームを勝利に導いた。日本コロムビアとの2回戦でも先発。9回裏2死まで無得点に抑えながら、保垣一紀に大会史上初の代打逆転サヨナラ3点本塁打を喫して敗戦。同年のNPBドラフト会議で、大洋ホエールズから改めて4位で指名を受けたことを機に入団した。入団当初の背番号は47。

### プロ入り後
1968年には、一軍公式戦の開幕当初から先発の一角に起用。4月29日の対阪神タイガース戦（阪神甲子園球場）で若生智男と投げ合った末に、公式戦初勝利を挙げた。6月半ばから中継ぎに回った。
1969年には4勝をマーク。1969年4月13日の対阪神戦（甲子園）6回裏には、この年に入団した田淵幸一に公式戦初本塁打を許した。
1970年9月3日の対広島東洋カープ戦（広島市民球場）で一軍公式戦初完封勝利を記録したが、シーズン終了後の11月に、飯塚佳寛・平岡一郎との交換トレードで淵上澄雄と共にロッテオリオンズへ移籍。
1971年にパシフィック・リーグの公式戦で3勝を挙げた。
1972年に右肩を故障してからは、登板の機会が減った。
1976年には投手コーチを兼任。
1977年には、当時一軍の監督を務めていた投手出身の金田正一による方針で、春季キャンプから一軍投手コーチ補佐を兼務した。コーチ兼任の開始後は打撃投手・ブルペン捕手・用具係・トレーニングコーチの役割も担っていたため、一軍公式戦へ登板できず、同年限りで引退。

### 現役引退後
1978年から投手コーチ補佐に専念したが、実際には打撃投手を兼務。当時は二軍の監督・コーチがイースタン・リーグの公式戦に出場することがリーグの規約で認められていたため、二軍の野手が足りない場合に、外野手として公式戦に出場したこともあった。
1978年のシーズン終了後に、一軍監督へ就任したばかりの山内一弘の意向で、トレーニングの勉強を開始。
1980年に日本体育施設協会認定トレーニング指導士の資格を取得すると、同年から1997年まで、打撃投手を兼ねながらロッテのトレーニングコーチを務めた。
1998年・1999年には、スポーツ・アイ・ESPNの野球解説者を歴任。1999年11月から寮長としてロッテに戻ると、2001年・2002年にトレーニングコーチ、2009年から2011年まで育成担当コーチを兼任した。
2012年から、ロッテの打撃投手兼寮長に復帰した。70歳になった2016年には、球界最高齢の打撃投手として注目されたが、11月の契約満了を機に退団。退団翌年の2017年2月7日付で、日本学生野球協会から学生野球資格回復の適性を認定されたことによって、同協会に加盟する大学・高校の野球部での指導が可能になった。同年4月から、杏林大学硬式野球部の顧問に就任。臨時コーチとして、投手の指導も担っている。

## 選手としての特徴
現役時代には、オーバーハンドからのスライダー、カーブ、シュートを武器にしていた。
ロッテ移籍2年目の1972年から右肩痛に悩まされながらも、榎本喜八、有藤通世、落合博満、野村克也、江藤慎一、張本勲といった歴代の主力打者に好まれるほど、打撃練習では抜群の制球力を発揮してきた。池田によれば、オフシーズンにトレーニングの一環で石を投げ続けたところ、2011年に右肩痛が完治。高校時代から練習でかなり多くの球を投げていたため、当時から70歳でロッテの打撃投手を退くまでの50年以上の間に試合や練習で打者に投げた球数は、通算で300万球とも500万球ともされる。
70歳の誕生日であった2016年5月1日には、ロッテ浦和球場で二軍のフリーバッティングに参加。この年に仙台育英高校から入団したばかりの平沢大河（当時18歳）など3人の野手へ合計74球を投げた後に、選手やスタッフから祝福を受けた。前述したように、ロッテでは同年まで打撃投手と寮長を兼務。正月明けから11月末まで寮に住み込みながら、2万歩近くのウォーキングと、体幹トレーニングを毎日欠かさなかった。ちなみに、寮生である若手選手からは、「池さん」という愛称で親しまれたという。

## 詳細情報

### 年度別投手成績
| 年 度     | 球 団     | 登 板 | 先 発 | 完 投 | 完 封 | 無 四 球 | 勝 利 | 敗 戦 | セ 丨 ブ | ホ 丨 ル ド | 勝 率 | 打 者 | 投 球 回 | 被 安 打 | 被 本 塁 打 | 与 四 球 | 敬 遠 | 与 死 球 | 奪 三 振 | 暴 投 | ボ 丨 ク | 失 点 | 自 責 点 | 防 御 率 | W H I P |
| --------- | --------- | ----- | ----- | ----- | ----- | -------- | ----- | ----- | -------- | ----------- | ----- | ----- | -------- | -------- | ----------- | -------- | ----- | -------- | -------- | ----- | -------- | ----- | -------- | -------- | ------- |
| 1968      | 大洋      | 33    | 6     | 0     | 0     | 0        | 5     | 5     | --       | --          | .500  | 278   | 66.1     | 72       | 11          | 16       | 0     | 1        | 31       | 1     | 0        | 37    | 33       | 4.48     | 1.33    |
| 1969      | 大洋      | 46    | 4     | 0     | 0     | 0        | 4     | 3     | --       | --          | .571  | 441   | 109.0    | 84       | 10          | 33       | 1     | 1        | 73       | 3     | 0        | 38    | 30       | 2.48     | 1.07    |
| 1970      | 大洋      | 24    | 3     | 1     | 1     | 1        | 1     | 1     | --       | --          | .500  | 198   | 48.2     | 40       | 7           | 13       | 1     | 3        | 33       | 2     | 0        | 20    | 14       | 2.59     | 1.09    |
| 1971      | ロッテ    | 31    | 6     | 1     | 1     | 0        | 3     | 3     | --       | --          | .500  | 386   | 93.2     | 90       | 15          | 24       | 3     | 3        | 32       | 0     | 0        | 45    | 38       | 3.65     | 1.22    |
| 1972      | ロッテ    | 6     | 2     | 0     | 0     | 0        | 0     | 0     | --       | --          | ----  | 58    | 12.2     | 15       | 3           | 8        | 0     | 0        | 2        | 1     | 0        | 9     | 9        | 6.39     | 1.82    |
| 1973      | ロッテ    | 13    | 0     | 0     | 0     | 0        | 0     | 0     | --       | --          | ----  | 94    | 20.2     | 24       | 2           | 9        | 0     | 0        | 17       | 0     | 0        | 11    | 9        | 3.92     | 1.60    |
| 1974      | ロッテ    | 2     | 0     | 0     | 0     | 0        | 0     | 0     | 0        | --          | ----  | 16    | 3.0      | 7        | 3           | 0        | 0     | 0        | 1        | 0     | 1        | 6     | 6        | 18.00    | 2.33    |
| 通算：7年 | 通算：7年 | 155   | 21    | 2     | 2     | 1        | 13    | 12    | 0        | --          | .520  | 1471  | 354.0    | 332      | 51          | 103      | 5     | 8        | 189      | 7     | 1        | 166   | 139      | 3.53     | 1.23    |

### 記録
- 初登板：1968年4月7日、対読売ジャイアンツ2回戦（後楽園球場）、4回裏に3番手で救援登板、2回無失点
- 初奪三振：同上、5回裏に高田繁から
- 初先発：1968年4月10日、対中日ドラゴンズ2回戦（川崎球場）、3回1失点
- 初勝利・初先発勝利：1968年4月29日、対阪神タイガース4回戦（阪神甲子園球場）、5回1/3を1失点
- 初完投勝利・初完封勝利：1970年9月3日、対広島東洋カープ19回戦（広島市民球場）

### 背番号
- 47 （1968年 - 1969年）
- 15 （1970年）
- 11 （1971年 - 1976年）
- 45 （1977年）
- 84 （1978年 - 1994年）
- 78 （1995年 - 1997年）
- 89 （2001年 - 2002年、2010年 - 2011年）
- 76 （2009年）
- 110 （2012年 - 2016年）